# Kelly Kline
Kelly Kline, née le 5 juillet 1981 à Greensboro, est une actrice pornographique et réalisatrice américaine.

## Biographie
Elle rentre dans l'industrie du X en 2003 à l'âge de 22 ans dans Strap On Sally 23. Elle est mariée avec l'acteur porno Richard Raymond.

## Récompenses
- 2005 AVN Award for Best All-Girl Sex Scene (Video) – The Violation of Audrey Hollander (avec Audrey Hollander, Ashley Blue, Tyla Wynn, Brodi & Gia Paloma)
- 2005 XRCO Award for Best Girl/Girl – The Violation of Audrey Hollander

## Filmographie sélective
- 2003 : Who's Your Daddy 4
- 2003 : Blind Date
- 2004 : The Violation of Missy Monroe
- 2004 : The Violation of Audrey Hollander
- 2005 : The Violation of Melissa Lauren
- 2005 : Pussy Playhouse 9
- 2006 : The Violation of Sierra Sinn
- 2006 : Women Seeking Women 20
- 2007 : Lesbian Seductions: Older/Younger 11
- 2007 : Women Seeking Women 30
- 2008 : Lesbians Love Sex 1
- 2008 : Women Seeking Women 39
- 2009 : Wife Switch 6
- 2009 : I Do It For The Money 1
- 2010 : Strap This Baby on for Size
- 2010 : Amateur Anal Attempts 23
- 2011 : Passionate Pleasures
- 2012 : Munching Muff
- 2012 : Dyking Around
- 2013 : First String 5
- 2013 : Horny MILF Club